# Buscando Lío
Buscando lío es el séptimo álbum de Rescate, la banda argentina de rock cristiano, lanzado en 2007.

## Temas
- Buscando lío (3:55)
- Vean (3:14)
- Atrapado (3:37)
- La pared (2:57)
- Amor que sobra (3:20)
- Tu coche (4:09)
- Hoy sí (3:15)
- Será contigo (3:57)
- Mala memoria (3:31)
- Como haces (3:08)
- Quiero ser (4:17)
- Llena de sol (3:50)